# Константин Леонтиев
Константин Николаевич Леонтиев (на руски: Константин Николаевич Леонтьев) е руски философ, дипломат, писател, публицист, литературен критик и лекар.
Консервативната му политическа философия се противопоставя на егалитарното и утилитарно влияние на Запада, разлагащо традиционния ред.

## Биография
Леонтиев е роден на 25 януари (13 януари стар стил) 1831 година в имението на баща си в Кудиново, Калужка губерния, където прекарва детството си. След като завършва медицина в Москва, е военен лекар по време на Кримската война (1853 – 1856). През 1861 година се жени за дъщерята на гръцки търговец от Феодосия.
Постъпва в Азиатския департамент на Министерството на външните работи и от 1863 до 1873 година е в Османската империя на дипломатически длъжности – на Крит, в Одрин, Тулча, Янина, Зица и Солун, където е консул от 1871 до 1872 година. Той е активен противник на създаването на самостоятелна Българска православна църква. Но критикува предаването по Санстефанския договор на Северна Добруджа на Румъния и на Нишко на Сърбия.
Излиза в оставка и повече от година е на Света гора. Връща се в Русия и живее в своето село.
През 1880 година Константин Леонтиев работи за кратко като помощник-редактор във вестник „Варшавски дневник“, а през следващата година постъпва на служба в цензурата в Москва. През 1885 – 1886 година публикува основното си произведение – сборника с есета „Изтокът, Русия и славянството“ („Восток, Россия и славянство“), в която излага песимистичните си възгледи за обществото.. Подобно на Николай Данилевски и Фьодор Достоевски той не приема западното консуматорско и материалистично общество, разглеждайки традиционния „византизъм“ като противоотрова срещу либерализирането на руското общество. Леонтиев е сравняван със западните философи Фридрих Ницше и Освалд Шпенглер.
През 1887 година Леонтиев тайно се подстригва за монах в Оптинския манастир. Умира на 24 ноември (12 ноември стар стил) 1891 година..